# Facón

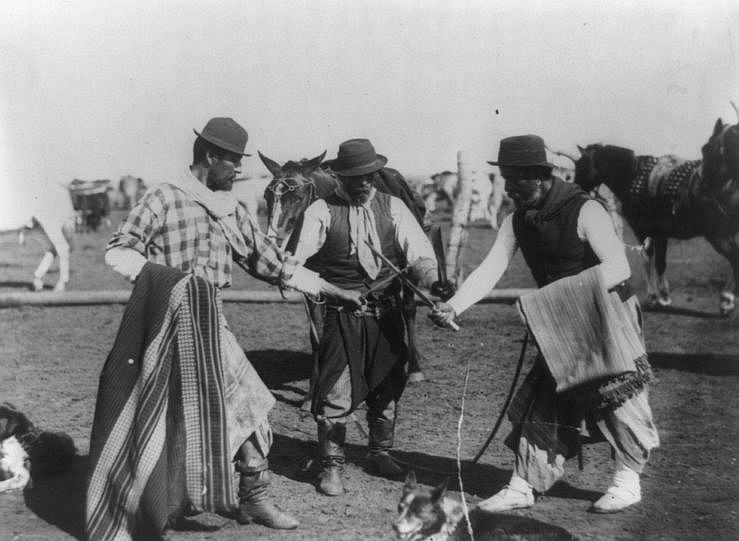
Gauchos med facones.

En facón är en lång dolk som bärs av en gaucho, Argentinas och Uruguays motsvarighet till en cowboy. Facónen är oftast mellan femtio och sjuttiofem centimeter lång och användes av gauchon både som ett verktyg och ett vapen.
I strid hölls faconen i ena handen, och för att skydda mot hugg och stick lades ponchon runt den andra armen.